# Haldir
Haldir je fiktivní postava z Tolkienova díla Pán Prstenů. Je pravděpodobně jedním ze skupiny Nandor – Zelených elfů, a také jedním z mála, kdo v Lothlórienu mluví jazykem Lidí. Haldir je kapitán Lothlórienu chránící severní hranici lesa, byl oděný do šedého pláště a žil ve vyšších patrech Lorienu na terasách z Mallornů.
Byl průvodcem Společenstva prstenu, když procházeli Lothlórienem – právě díky jeho znalosti jejich jazyka. Ve filmu Petera Jacksona Pán prstenů: Dvě věže padl v bitvě o Helmův Žleb, kam přišel s dalšími elfy na pomoc králi Théodenovi. Dle knihy tam ale žádní elfové nepřišli, zřejmě tedy po zničení Jednoho prstenu odplul s dalšími elfy do Valinoru.
Jeho jedinou zmíněnou rodinou jsou bratři Rúmil (pojmenovaný pravděpodobně po elfovi stejného jména, který vymyslel první elfské písmo) a Orophin (jeho jméno je variantou jména Oropher, což byl otec krále Thranduila a předchozí král Temného hvozdu).